# Tarrytown
Tarrytown – wieś w Stanach Zjednoczonych, w stanie Nowy Jork, w hrabstwie Westchester.